# USNS Carson City (T-EPF-7)
USNS Carson City (T-EPF-7) — експедиційний швидкісний транспорт, шостий в серії з 14 суден типу «Спірхед» які будуються на верфі компанії Austal USA в місті Мобіл, штат Алабама, на замовлення ВМС США відповідно до контракту, укладеного в листопаді 2008 року.

## Історія створення
Контракт на будівництво був підписаний 30 червня 2011 року. У квітні 2013 року міністр ВМС США Рей Мабус офіційно оголосив, що корабель буде названий «Carson City», в честь міста Карсон-Сіті, столиці штату Невада, США. Він стане другим кораблем з такою назвою в складі військово-морського флоту США.31 липня 2015 року відбулася церемонія закладки кіля. 16 січня 2016 року на верфі відбулася церемонія хрещення. Хрещеною матір'ю стала Сьюзан Асбурі Крауелл, дочка полковника ВПС США Роберта Асбурі і дружина капітана у відставці Роберта Кроуелла. Пізніше був спущений на воду. За повідомленням від 7 червня завершив проходження приймальних випробувань. 24 червня 2016 року передано замовнику - ВМС США.

## Історія служби
У 2018 році взяв участь у щорічних військово -морських навчаннях BALTOPS у Балтійському морі.
16 березня 2018 року прибув із запланованим візитом в Сірос, Греція. 15 серпня увійшов в Чорне море для виконання запланованих операцій, в тому числі для проведення ротації військової техніки і військовослужбовців в регіоні. Здійснив заплановані візити в порт Поті (Грузія), Констанца (Румунія) і Варна (Болгарія), які покинув 29 серпня і попрямував до Середземного моря.
Під час розгортання біля берегів західної африки в 2019 році, судно відвідало порти Кабо-Верде, Кот-д'Івуара, Гани, Нігерії та Сенегала.
24 лютого 2021 рок став першим кораблем ВМС США, який відвідав Порт-Судан з часу заснування Африканського Командування Збройних сил США.